# فردریک استنلی
فردریک آرتور استنلی، ارل شانزدهم داربی (به انگلیسی: Frederick Arthur Stanley, 16th Earl of Derby)؛ (۱۵ ژانویه ۱۸۴۱ – ۱۴ ژوئن ۱۹۰۸) معروف به فردریک استنلی از سال ۱۸۸۶ تا ۱۸۹۳ لرد استنلیِ پرستون لقب گرفت یکی از سیاستمداران حزب محافظه‌کار در بریتانیا بود که از سال ۱۸۸۵ برای مدت دو سال وزیر مستعمرات و از سال ۱۸۸۸ تا ۱۸۹۳ ششمین فرماندار کل کانادا بود. او شیفتهٔ ورزش بود و به همین دلیل مجموعه اسطبل‌های پرورش اسب استنلی (گودولفین) را در انگلستان بنا نهاد و البته در آمریکای شمالی، کانادا را با جام استنلی آشنا کرد. او جزو اولین کسانی محسوب می‌شود که نامش در تالار افتخارات هاکی ثبت شده است.

## پیشینه و تحصیلات
فردریک پسر دوم نخست وزیر ادوارد اسمیت استنلی، ارل چهاردهم داربی و اما کارولین، دختر ادوارد بوتل-ویلبرهام، ماساچوست، نخستین بارون اسکلمرسدیل ملاک و سیاستمدار بریتانیایی، بود. او در لندن متولد شد و در کالج ایتون و ساندهورست تحصیل کرد و سپس با ورود به نیروی زمینی ارتش سلطنتی بریتانیا تا درجه سروانی پیش رفت.

## فعالیت‌های سیاسی
استنلی ارتش را رها کرد تا وارد عرصه سیاست شود. ابتدا به‌عنوان یک عضو محافظه‌کار به عضویت پارلمان درآمد و در مقاطع مختلف نمایندگی پرستون، لانکاشر شمالی و بلکپول را به عهده گرفت. سپس در طول مدتی در حدود بیست سال در دولت در سمت‌های گوناگون فعالیت کرد که از جمله مهم‌ترین آن‌ها می‌توان به وزارت خزانه‌داری (۱۸۷۴–۱۸۷۸)، وزارت جنگ (۱۸۷۸–۱۸۸۰) و وزارت مستعمرات (۱۸۸۵–۱۸۸۶) اشاره کرد. در سال ۱۸۸۶ لقب بارون پرستون را دریافت کرد، به‌عنوان مدیر هیئت تجاری بریتانیا فعالیت کرد و تا سال ۱۸۸۸ که به‌عنوان فرماندار کل کانادا منصوب شد در این سمت باقی ماند.
استنلی یک فراماسونر بود.

## فرماندار کل کانادا

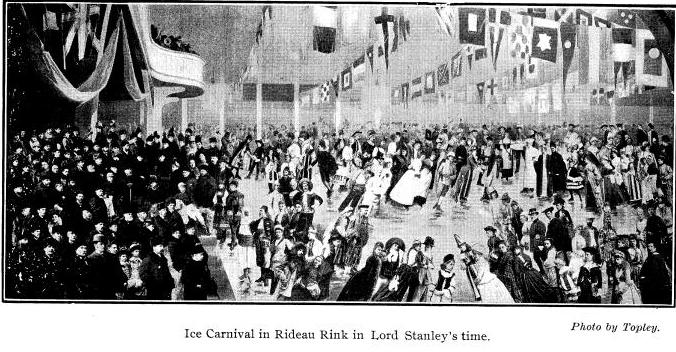
کارناوال یخ در ریدو رینک در زمان لرد استنلی ۱۸۸۸–۱۸۹۳

در اول ماه مهٔ سال ۱۸۸۸ استنلی به مقام فرمانداری کل کانادا و فرمانده کل نیروهای امپراتوری در جزیرهٔ پرنس ادوارد منسوب شد. در طول مدت حضورش در این سمت به‌عنوان فرماندار کل کانادا چندین بار به تمام مناطق این کشور سفر کرد. سفر او به غرب کانادا در سال ۱۸۸۹ باعث شد مجذوب زیبایی طبیعی آن ناحیه شود و با اقوام بومی آن ناحیه دیدار کند. در طول این دیدار بود که از پارک استنلی که بعدها به افتخار او نام‌گذاری شد دیدن کرد. او لذت ماهی‌گیری را تجربه کرد و با شوق فراوان در هر زمان که فرصت داشت ورزش را دنبال می‌نمود.
در سال ۱۸۹۱ پس از مرگ سِر جان مک‌دونالد در زمان حضور در سمت نخست وزیر، استنلی یکی از نزدیک‌ترین دوستان خود را از دست داد. پس از مرگ نخست وزیر و تا زمان انتصاب نخست وزیر جدید، استنلی نهایت سعی خود را کرد تا سمت فرماندار کل را تا حد ممکن غیرسیاسی حفظ کند و با امتناع از پذیرش حکم مجلس عوام بریتانیا تصمیمی بسیار بحث‌برانگیز گرفت. در این حکم مجلس عوام از فرماندار کل کانادا می‌خواست دولت مستقل کِبِک را منحل اعلام کرده و بر اساس قرارداد منعقد شده با دولت فرانسه مبلغ ۴۰۰ هزار دلار به‌عنوان غرامت زمین به دولت فرانسه پرداخت کند. استنلی با تمام وجود در مقابل این حکم ایستادگی کرد و رسماً اعلام کرد که این حکم با قانون اساسی آزادانهٔ کانادا مغایرت دارد. به دلیل این تصمیم و ایفای نقشی پررنگ و با بی‌طرفی کامل در طول یک سال انتخاب نخست وزیر کاناد، در این کشور محبوبیت بسیاری پیدا کرد.

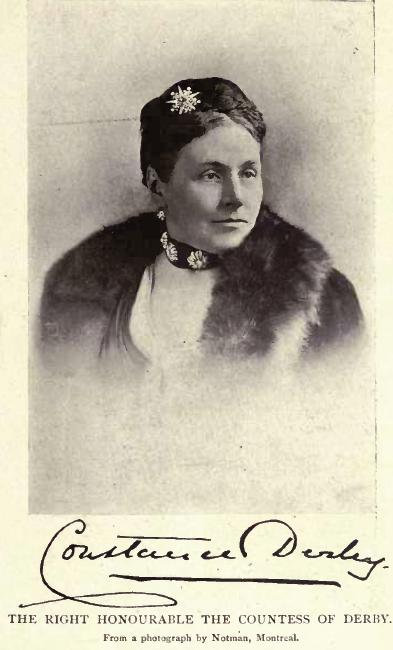
کنستانس استنلی، کنتس دربی عکاس: ویلیام تورتمن

کنستانس همسر استنلی که به گفته هفتمین نخست وزیر کانادا، سِر ویلفرید لوریه «زنی توانا و بسیار باهوش» بود، در زمان حضور همسرش در مقام فرمانداری کل تأثیری ماندگار در تاریخ کانادا گذاشت و مرکز تربیت پرستاران بانو استنلی را پایه‌گذاری کرد، که اولین مدرسه آموزش پرستاری در اتاوا بود. او همچنین از طرفداران پرشور بازی هاکی بود.

## جام استنلی

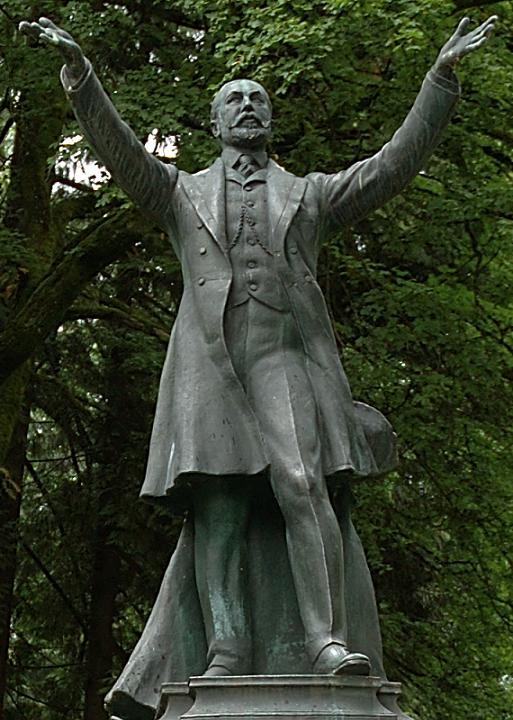
تندیس لرد استنلی در پارک استنلی در ونکوور

در زمان حضور استنلی در کانادا، همسر و پسرانش به هاکی روی یخ بسیار علاقه‌مند شدند. در سال ۱۸۹۲ استنلی یک نماد ملی بسیار با ارزش، یعنی جام استنلی، را به این کشور اهدا نمود. او ابتدا این جام را برای بهترین باشگاه آماتور هاکی در نظر گرفت، اما در سال ۱۹۰۹ تنها به رقابت بین تیم‌های حرفه‌ای اختصاص پیدا کرد. از سال ۱۹۲۶، تنها تیم‌های لیگ ملی هاکی برای رسیدن به این جام با یکدیگر رقابت کردند. این جام به یاد کمک‌ها و تشویق‌های او و عشقش به زندگی در طبیعت و ورزش در کانادا نام او را یدک می‌کشد.

## سالهای بعد

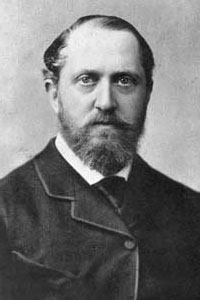
فردریک استنلی سال 1890

قرار بود مدت حضور استنلی در سمت فرماندار کل کانادا تا سپتامبر ۱۸۹۳ به طول انجامد. اما به علت فوت برادر بزرگ‌ترش، یعنی اِرل پانزدهم داربی، استنلی به‌عنوان اِرل شانزدهم جانشین او شد و به همین دلیل در ۱۵ ژوئیه ۱۸۹۳ کانادا را ترک کرد و به انگلستان بازگشت.
در همان سال مرکز نظامی یورک در تورنتو (که در سال ۱۸۴۱ تأسیس شده بود) به افتخار لرد استنلی تغییر نام پیدا کرده و به پادگان استنلی شهرت یافت. پس از بازگشت به انگلستان همراه با خانواده و بعد از گذشت مدت کوتاهی مسئولیت شهرداری لیورپول و اولین مدیریت دانشگاه لیورپول را به عهده گرفت. پارک استنلی در لیورپول نیز از دیگر مکان‌هایی است که به افتخار او نام‌گذاری شد. در نوامبر ۱۹۰۱ لرد استنلی به‌عنوان شهردار پرستون برای سال بعد انتخاب شد. در سال‌های پایانی عمر، او بیش از پیش خود را وقف کارهای انسان‌دوستانه کرد. او برای جمع‌آوری سرمایهٔ اولیه جهت ساخت پارک تاج‌گذاری در اورمسکیرک در سال ۱۹۰۵ کمک کرد.
اگر نمونه‌های ضبط شدهٔتوماس ادیسون از صدای خودش را در نظر نگیریم، می‌توان گفت صدای ضبط شده لرد استنلی در سال ۱۸۸۸ به احتمال قوی قدیمی‌ترین صدای ضبط شدهٔ انسان است که تا به امروز باقی‌مانده است.

## درگذشت

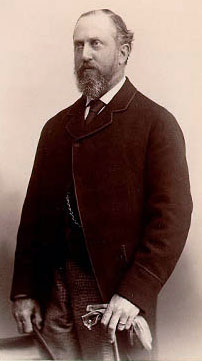
فردریک آرتور استنلی، ارل شانزدهم داربی

لرد استنلی در ۱۴ ژوئن ۱۹۰۸ در سن ۶۷ سالگی درگذشت و پسر بزرگش ادوارد جانشین او شد که او نیز بعدها به سیاستمداری متشخص بدل شد.

## میراث
پس از اولین صعود ادوارد ویمپر به قله استنلی در کوه‌های راکی در کانادا در سال ۱۹۰۱، او این کوه را به افتخار لرد استنلی نام‌گذاری کرد. لازم است ذکر شود که پارک استنلی و تئاتر استنلی در ونکوور بریتیش کلمبیا و همچنین پارک استنلی در بلکپول نیز به افتخار او نام‌گذاری شده‌اند.
جام استنلی هر فصل به افتخار او به برندهٔ نهایی مراحل حذفیلیگ ملی هاکی (NHL) اهدا می‌شود. پارک استنلی، مکان مشهوری که زمین‌های تیم‌های فوتبال لیگ برتری لیورپول و اورتون را از هم جدا می‌کند نیز به افتخار او نام‌گذاری شده است.